# Olha Savtsjoek
Olha Mikolajivna Savtsjoek (Oekraïens: Ольга Миколаївна Савчук) (Makijivka, 20 september 1987) is een voormalig tennisspeelster uit Oekraïne. Savtsjoek begon met tennis toen zij zeven jaar oud was. Haar favoriete ondergrond is hardcourt. Zij speelt rechtshandig en heeft een tweehandige backhand.

## Loopbaan
Enkelspel – Savtsjoek debuteerde in het WTA-circuit in 2004 in het toernooi van Tasjkent. Haar beste optreden in de WTA-tour was op het toernooi van Bangalore in 2007, waar zij de halve finale wist te bereiken. Haar eerste grandslamdeelname (Australian Open in 2006) was tot op heden ook haar beste. Zij bereikte de derde ronde, waarin zij verloor van Russin Jelena Vesnina.
Dubbelspel – Savtsjoek is hierin succesvoller dan in het enkelspel. Zij won vier WTA-titels: in 2008 in Tasjkent, samen met de Roemeense Ioana Raluca Olaru, in 2014 in Katowice, samen met landgenote Joelija Bejhelzymer, alsmede in Ningbo, samen met de Australische Arina Rodionova en in 2017 in Hobart, terug met Raluca Olaru.
Sinds 2004 komt zij bijna jaarlijks uit voor het Oekraïense Fed Cup-team – zij behaalde daar een winst/verlies-balans van 21–8. Door het winnen van de Fed Cup 2011 Wereldgroep I play-offs speelde zij in 2012 in de eerste ronde van Wereldgroep I; daar verloren zij evenwel van Italië. Na enkele jaren te zijn veroordeeld tot de regionale zone, speelde zij in 2017 terug in Wereldgroep II.

## Posities op deWTA-ranglijst
Positie per einde seizoen:
| jaar | rang enkelspel | rang dubbelspel |
| ---- | -------------- | --------------- |
| 2003 | 432            | 525             |
| 2004 | 279            | 329             |
| 2005 | 162            | 650             |
| 2006 | 99             | –               |
| 2007 | 97             | 155             |
| 2008 | 114            | 84              |
| 2009 | 164            | 81              |
| 2010 | 151            | 62              |
| 2011 | 200            | 82              |
| 2012 | 196            | 106             |
| 2013 | 175            | 84              |
| 2014 | 221            | 52              |
| 2015 | 195            | 52              |
| 2016 | 311            | 64              |
| 2017 | 839            | 33              |

## Palmares
| Legenda                | Legenda                  |
| ---------------------- | ------------------------ |
| Grandslamtoernooi      |                          |
| Olympische Spelen      |                          |
| Year-End Championships |                          |
| tot 2009               | 2009 – 2020 / vanaf 2021 |
| Tier I                 | Premier Mandatory        |
| Tier II                | Premier Five / WTA 1000  |
| Tier III               | Premier / WTA 500        |
| Tier IV & V            | International / WTA 250  |
|                        | Challenger / WTA 125     |

### WTA-finaleplaatsen enkelspel
geen

### WTA-finaleplaatsen vrouwendubbelspel
| nr.              | finale     | toernooi         | ondergrond    | partner             | tegenstandsters                       | score            |         |
| ---------------- | ---------- | ---------------- | ------------- | ------------------- | ------------------------------------- | ---------------- | ------- |
| gewonnen finales |            |                  |               |                     |                                       |                  |         |
| 1.               | 2008-10-05 | WTA Tasjkent     | hardcourt     | Ioana Raluca Olaru  | Nina Brattsjikova Kathrin Wörle       | 5-7, 7-5, [10-7] | details |
| 2.               | 2014-04-13 | WTA Katowice     | hardcourt (i) | Joelija Bejhelzymer | Klára Koukalová Monica Niculescu      | 6-4, 5-7, [10-7] | details |
| 3.               | 2014-11-02 | WTA Ningbo       | hardcourt     | Arina Rodionova     | Han Xinyun Zhang Kailin               | 4-6, 7-6, [10-6] | details |
| 4.               | 2017-01-14 | WTA Hobart       | hardcourt     | Raluca Olaru        | Gabriela Dabrowski Yang Zhaoxuan      | 0-6, 6-4, [10-5] | details |
| verloren finales |            |                  |               |                     |                                       |                  |         |
| 1.               | 2010-02-20 | WTA Bogota       | gravel        | Anastasija Jakimava | Gisela Dulko Edina Gallovits          | 2-6, 6-7         | details |
| 2.               | 2015-03-08 | WTA Kuala Lumpur | hardcourt     | Joelija Bejhelzymer | Liang Chen Wang Yafan                 | 6-4, 3-6, [4-10] | details |
| 3.               | 2015-07-19 | WTA Båstad       | gravel        | Tatjana Maria       | Kiki Bertens Johanna Larsson          | 5-7, 4-6         | details |
| 4.               | 2015-08-02 | WTA Bakoe        | hardcourt     | Vitalia Djatsjenko  | Margarita Gasparjan Aleksandra Panova | 3-6, 5-7         | details |
| 5.               | 2017-01-07 | WTA Shenzhen     | hardcourt     | Raluca Olaru        | Andrea Hlaváčková Peng Shuai          | 1-6, 5-7         | details |
| 6.               | 2017-02-18 | WTA Doha         | hardcourt     | Jaroslava Sjvedova  | Abigail Spears Katarina Srebotnik     | 3-6, 6-7         | details |

## Resultaten grandslamtoernooien
| Legenda | Legenda                          |
| ------- | -------------------------------- |
| g.t.    | geen toernooi gehouden           |
| l.c.    | lagere categorie                 |
| –       | niet deelgenomen                 |
| G       | uitgeschakeld in de groepsfase   |
| 1R      | uitgeschakeld in de eerste ronde |
| 2R      | uitgeschakeld in de tweede ronde |
| 3R      | uitgeschakeld in de derde ronde  |
| 4R      | uitgeschakeld in de vierde ronde |
| KF      | uitgeschakeld in de kwartfinale  |
| HF      | uitgeschakeld in de halve finale |
| F       | de finale verloren               |
| W       | het toernooi gewonnen            |
| w-v     | winst/verlies-balans             |

### Enkelspel
| Toernooi        | 2006 | 2007 | 2008 |    | 2010 |
| --------------- | ---- | ---- | ---- | -- | ---- |
| Australian Open | 3R   | 1R   | 1R   | –  |      |
| Roland Garros   | 1R   | 2R   | 1R   | –  |      |
| Wimbledon       | 1R   | –    | 1R   | –  |      |
| US Open         | 1R   | 1R   | –    | 1R |      |

### Vrouwendubbelspel
| toernooi        | 2006 |    | 2008 | 2009 | 2010 | 2011 | 2012 | 2013 | 2014 | 2015 | 2016 | 2017 | 2018 |
| --------------- | ---- | -- | ---- | ---- | ---- | ---- | ---- | ---- | ---- | ---- | ---- | ---- | ---- |
| Australian Open | –    | 1R | 2R   | 2R   | 2R   | 1R   | –    | 1R   | 1R   | 2R   | 2R   | 2R   |      |
| Roland Garros   | –    | 1R | 2R   | 1R   | 1R   | –    | –    | 1R   | 2R   | 1R   | KF   | 1R   |      |
| Wimbledon       | –    | 1R | 1R   | 2R   | 1R   | 1R   | 2R   | 1R   | 2R   | 1R   | 2R   | 1R   |      |
| US Open         | 1R   | –  | 1R   | 1R   | 2R   | 1R   | –    | 2R   | 2R   | 2R   | 1R   | 1R   |      |

### Gemengd dubbelspel
| toernooi        | 2014 | 2015 | 2016 | 2017 | 2018 |
| --------------- | ---- | ---- | ---- | ---- | ---- |
| Australian Open | –    | –    | –    | –    | 1R   |
| Roland Garros   | –    | –    | 1R   | –    | –    |
| Wimbledon       | 1R   | 3R   | 1R   | 2R   | –    |
| US Open         | –    | –    | 1R   | 2R   | –    |